# Storbritannien i olympiska sommarspelen 2016

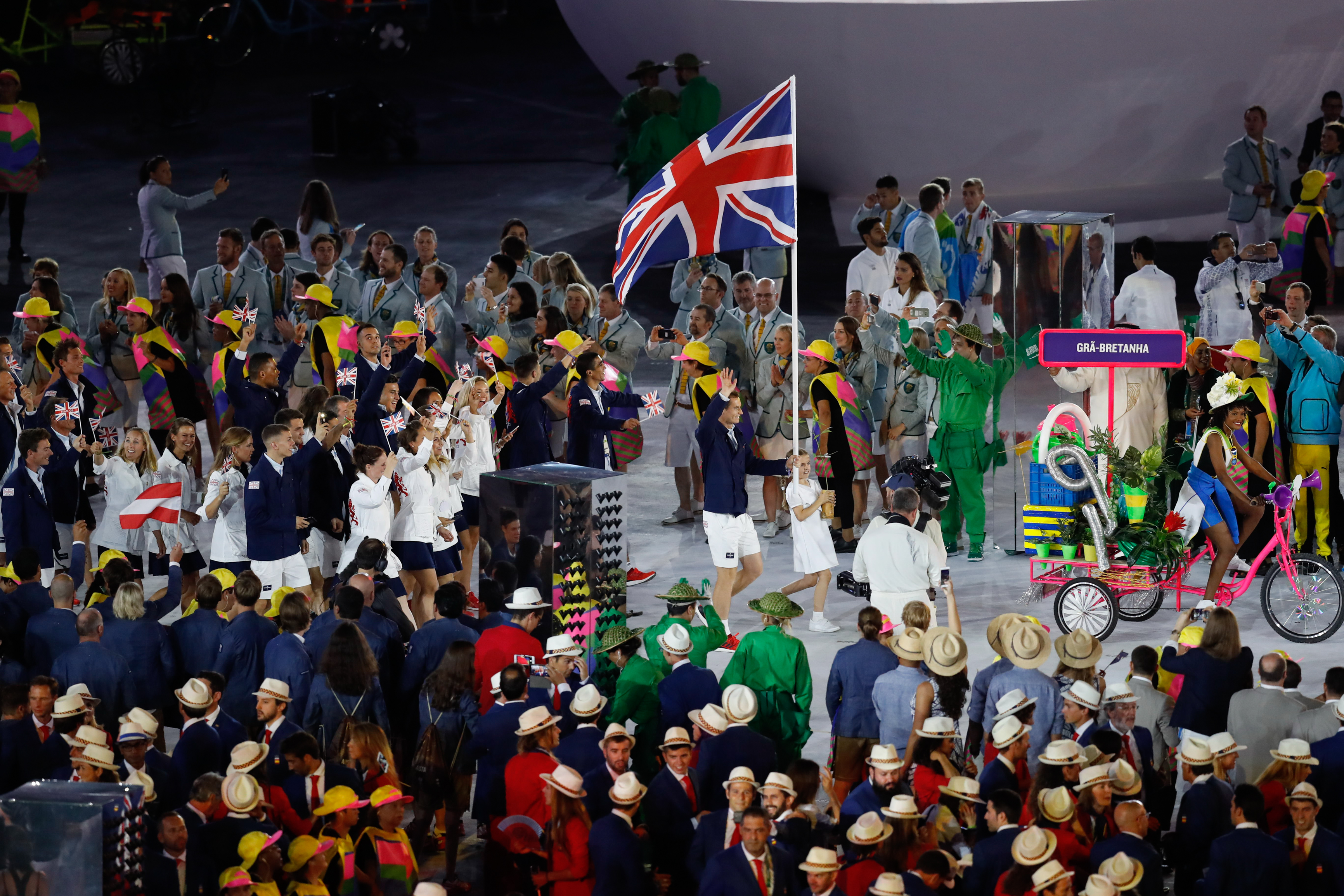
Den brittiska truppen under öppningsceremonin.

Storbritannien, genom British Olympic Association (BOA), deltog i de 31:a olympiska sommarspelen i Rio de Janeiro 2016.

## Medaljer
| Medalj | Namn | Sport      | Gren                            |
| ------ | --- | ---------- | ------------------------------- |
| 1      | Nicola Adams | Boxning    | Damernas 51 kg                  |
| 1      | Katie Archibald Laura Trott Elinor Barker Joanna Rowsell                                                                         | Cykling    | Damernas lagförföljelse         |
| 1      | Laura Trott | Cykling    | Damernas omnium                 |
| 1      | Jason Kenny | Cykling    | Herrarnas keirin                |
| 1      | Ed Clancy Steven Burke Owain Doull Bradley Wiggins                                                                               | Cykling    | Herrarnas lagförföljelse        |
| 1      | Jason Kenny | Cykling    | Herrarnas sprint                |
| 1      | Mo Farah | Friidrott  | Herrarnas 5 000 meter           |
| 1      | Mo Farah | Friidrott  | Herrarnas 10 000 meter          |
| 1      | Justin Rose | Golf       | Herrarnas turnering             |
| 1      | Max Whitlock | Gymnastik  | Herrarnas bygelhäst             |
| 1      | Max Whitlock | Gymnastik  | Herrarnas fristående            |
| 1      | Liam Heath | Kanotsport | Herrarnas K-1 200 meter         |
| 1      | Joseph Clarke | Kanotsport | Herrarnas K-1 i slalom          |
| 1      | Storbritanniens damlandslag i landhockey                                                                                         | Landhockey | Damernas turnering              |
| 1      | Charlotte Dujardin | Ridsport   | Individuell dressyr             |
| 1      | Nick Skelton | Ridsport   | Individuell hoppning            |
| 1      | Helen Glover Heather Stanning | Rodd       | Damernas tvåa utan styrman      |
| 1      | Alex Gregory Mohamed Sbihi George Nash Constantine Louloudis                                                                     | Rodd       | Herrarnas fyra utan styrman     |
| 1      | Paul Bennett Scott Durant Matt Gotrel Matthew Langridge Tom Ransley Pete Reed William Satch Andrew Triggs-Hodge Phelan Hill      | Rodd       | Herrarnas åtta med styrman      |
| 1      | Hannah Mills Saskia Clark | Segling    | Damernas 470                    |
| 1      | Giles Scott | Segling    | Herrarnas finnjolle             |
| 1      | Jack Laugher Chris Mears | Simhopp    | Herrarnas parhoppning svikt     |
| 1      | Adam Peaty | Simning    | Herrarnas 100 meter bröstsim    |
| 1      | Jade Jones | Taekwondo  | Damernas 57 kg                  |
| 1      | Andy Murray | Tennis     | Herrsingel                      |
| 1      | Alistair Brownlee | Triathlon  | Herrarnas lopp                  |
| 2      | Joseph Joyce | Boxning    | Herrarnas +91 kg                |
| 2      | Becky James | Cykling    | Damernas keirin                 |
| 2      | Becky James | Cykling    | Damernas sprint                 |
| 2      | Mark Cavendish | Cykling    | Herrarnas omnium                |
| 2      | Callum Skinner | Cykling    | Herrarnas sprint                |
| 2      | Jessica Ennis | Friidrott  | Damernas sjukamp                |
| 2      | Bryony Page | Gymnastik  | Damernas trampolin              |
| 2      | Louis Smith | Gymnastik  | Herrarnas bygelhäst             |
| 2      | David Florence Richard Hounslow                                                                                                  | Kanotsport | Herrarnas C-2 i slalom          |
| 2      | Liam Heath Jon Schofield | Kanotsport | Herrarnas K-2 200 meter         |
| 2      | Spencer Wilton Fiona Bigwood Carl Hester Charlotte Dujardin                                                                      | Ridsport   | Lagtävlingen i dressyr          |
| 2      | Victoria Thornley Katherine Grainger                                                                                             | Rodd       | Damernas dubbelsculler          |
| 2      | Katie Greves Melanie Wilson Frances Houghton Polly Swann Jessica Eddie Olivia Carnegie-Brown Karen Bennett Zoe Lee Zoe De Toledo | Rodd       | Damernas åtta med styrman       |
| 2      | Storbritanniens herrlandslag i sjumannarugby                                                                                     | Rugby      | Herrarnas turnering             |
| 2      | Nick Dempsey | Segling    | Herrarnas RS:X                  |
| 2      | Jack Laugher | Simhopp    | Herrarnas svikt                 |
| 2      | Jazmin Carlin | Simning    | Damernas 400 meter frisim       |
| 2      | Jazmin Carlin | Simning    | Damernas 800 meter frisim       |
| 2      | Siobhan-Marie O'Connor | Simning    | Damernas 200 meter medley       |
| 2      | Stephen Milne Duncan Scott Daniel Wallace James Guy Robbie Renwick                                                               | Simning    | Herrarnas 4 × 200 meter frisim  |
| 2      | Chris Walker-Hebborn Adam Peaty James Guy Duncan Scott                                                                           | Simning    | Herrarnas 4 × 100 meter medley  |
| 2      | Lutalo Muhammad | Taekwondo  | Herrarnas 80 kg                 |
| 2      | Jonathan Brownlee | Triathlon  | Herrarnas lopp                  |
| 3      | Chris Langridge Marcus Ellis | Badminton  | Herrdubbel                      |
| 3      | Joshua Buatsi | Boxning    | Herrarnas 81 kg                 |
| 3      | Katy Marchant | Cykling    | Damernas sprint                 |
| 3      | Chris Froome | Cykling    | Herrarnas tempolopp             |
| 3      | Asha Philip Desiree Henry Dina Asher-Smith Daryll Neita                                                                          | Friidrott  | Damernas 4 × 100 meter          |
| 3      | Eilidh Doyle Anyika Onuora Emily Diamond Christine Ohuruogu Kelly Massey                                                         | Friidrott  | Damernas 4 × 400 meter          |
| 3      | Sophie Hitchon | Friidrott  | Damernas släggkastning          |
| 3      | Greg Rutherford | Friidrott  | Herrarnas längdhopp             |
| 3      | Amy Tinkler | Gymnastik  | Damernas fristående             |
| 3      | Max Whitlock | Gymnastik  | Herrarnas individuella mångkamp |
| 3      | Nile Wilson | Gymnastik  | Herrarnas räck                  |
| 3      | Sally Conway | Judo       | Damernas mellanvikt             |
| 3      | Tom Daley Daniel Goodfellow | Simhopp    | Herrarnas parhoppning höga hopp |
| 3      | Steven Scott | Skytte     | Herrarnas dubbeltrap            |
| 3      | Edward Ling | Skytte     | Herrarnas trap                  |
| 3      | Vicky Holland | Triathlon  | Damernas lopp                   |
| 3      | Bianca Walkden | Taekwondo  | Damernas +67 kg                 |

## Ridsport
Storbritannien kvalificerade ett lag i hoppning samt fyra platser i den individuella tävlingen vid europamästerskapen 2015. I dressyr kvalificerades ett lag och fyra platser i den individuella tävlingen efter att ha vunnit silver i lagdressyren vid VM 2014. I fälttävlan kvalificerades ett lag och fyra platser i den individuella tävlingen efter att ha tagit lagsilver i VM 2014.

### Dressyr
Lag om fyra ekipage, samt fyra individuella platser:
| Ryttare            | Häst       | Grand Prix | Grand Prix | Grand Prix Special | Grand Prix Special | Grand Prix Freestyle | Grand Prix Freestyle | Placering |
| Ryttare            | Häst       | Poäng      | Placering  | Poäng              | Placering          | Poäng                | Placering            | Placering |
| ------------------ | ---------- | ---------- | ---------- | ------------------ | ------------------ | -------------------- | -------------------- | --------- |
| Fiona Bigwood      | Orthilia   |            |            |                    |                    |                      |                      |           |
| Charlotte Dujardin | Valegro    |            |            |                    |                    |                      |                      |           |
| Carl Hester        | Nip Tuck   |            |            |                    |                    |                      |                      |           |
| Spencer Wilton     | Super Nova |            |            |                    |                    |                      |                      |           |

| Ryttare                                                     | Häst     | Grand Prix | Grand Prix | Grand Prix Special | Grand Prix Special | Placering |
| Ryttare                                                     | Häst     | Poäng      | Placering  | Poäng              | Total poäng        | Placering |
| ----------------------------------------------------------- | -------- | ---------- | ---------- | ------------------ | ------------------ | --------- |
| Fiona Bigwood Charlotte Dujardin Carl Hester Spencer Wilton | som ovan |            |            |                    |                    |           |

### Fälttävlan
Lag om fyra ekipage, samt fyra individuella platser:
| Tävlande         | Häst           | Dressyr | Dressyr   | Terrängbana | Terrängbana | Hoppning | Hoppning  | Hoppning        | Hoppning        | Totalt | Totalt    |
| Tävlande         | Häst           | Dressyr | Dressyr   | Terrängbana | Terrängbana | Kval     | Kval      | Final           | Final           | Totalt | Totalt    |
| Tävlande         | Häst           | Straff  | Placering | Straff      | Placering   | Straff   | Placering | Straff          | Placering       | Straff | Placering |
| ---------------- | -------------- | ------- | --------- | ----------- | ----------- | -------- | --------- | --------------- | --------------- | ------ | --------- |
| William Fox-Pitt | Chilli Morning | 37      | 1         | 30,4        | 22          | 0        | 18        | 0               | 12              | 67,4   | 12        |
| Pippa Funnell    | Billy The Biz  | 43,9    | 16        | 40,4        | 28          | 0        | 26        | ej kvalificerad | ej kvalificerad | 84,3   | 26        |
| Kitty King       | Ceylor L A N   | 46,8    | 26        | 53,6        | 34          | 0        | 30        | ej kvalificerad | ej kvalificerad | 100,4  | 30        |
| Gemma Tattersall | Quicklook V    | 47,2    | 32        | 89,6        | 44          | 4        | 41        | ej kvalificerad | ej kvalificerad | 140,8  | 41        |

| Tävlande                                                   | Häst     | Dressyr | Dressyr   | Terrängbana | Terrängbana | Hoppning | Hoppning  | Totalt | Totalt    |
| Tävlande                                                   | Häst     | Straff  | Placering | Straff      | Placering   | Straff   | Placering | Straff | Placering |
| ---------------------------------------------------------- | -------- | ------- | --------- | ----------- | ----------- | -------- | --------- | ------ | --------- |
| Gemma Tattersall Kitty King Pippa Funnell William Fox-Pitt | som ovan | 127,7   | 4         | 252,1       | 8           | 252,1    | 5         | 252,1  | 5         |

### Hoppning
Lag om fyra ekipage, samt fyra individuella platser: 
| Tävlande         | Häst       | Kvalifikation | Kvalifikation | Kvalifikation | Kvalifikation | Kvalifikation | Kvalifikation   | Kvalifikation   | Kvalifikation   | Final           | Final           | Final           | Final           | Final           | Final           | Final           | Total           |
| Tävlande         | Häst       | Runda 1       | Runda 1       | Runda 2       | Runda 2       | Runda 2       | Runda 3         | Runda 3         | Runda 3         | Runda A         | Runda A         | Runda B         | Runda B         | Runda B         | Omhoppning      | Omhoppning      | Total           |
| Tävlande         | Häst       | Straff        | Placering     | Straff        | Total         | Placering     | Straff          | Total           | Placering       | Straff          | Placering       | Straff          | Totalt          | Placering       | Straff          | Tid             | Placering       |
| ---------------- | ---------- | ------------- | ------------- | ------------- | ------------- | ------------- | --------------- | --------------- | --------------- | --------------- | --------------- | --------------- | --------------- | --------------- | --------------- | --------------- | --------------- |
| Ben Maher        | Tic Tac    | 4             | 27            | 4             | 8             | 30            | 1               | 9               | 23              | 4               | 16              | 13              | 17              | 25              | N/A             | N/A             | 25              |
| Nick Skelton     | Big Star   | 4             | 27            | 4             | 8             | 30            | 5               | 13              | 33              | 0               | 1               | 0               | 0               | 1               | 0               | 42,82           | 1               |
| John Whitaker    | Ornellaia  | 0             | 1             | 23            | 23            | 57            | Ej kvalificerad | Ej kvalificerad | Ej kvalificerad | Ej kvalificerad | Ej kvalificerad | Ej kvalificerad | Ej kvalificerad | Ej kvalificerad | Ej kvalificerad | Ej kvalificerad | Ej kvalificerad |
| Michael Whitaker | Cassionato | 4             | 27            | 5             | 9             | 42            | Avtstog         | Avtstog         | Avtstog         | Avtstog         | Avtstog         | Avtstog         | Avtstog         | Avtstog         | Avtstog         | Avtstog         | Avtstog         |

| Tävlande                                              | Häst     | Runda 1 | Runda 1   | Runda 2 | Runda 2   | Placering |
| Tävlande                                              | Häst     | Straff  | Placering | Straff  | Placering | Placering |
| ----------------------------------------------------- | -------- | ------- | --------- | ------- | --------- | --------- |
| Ben Maher Nick Skelton John Whitaker Michael Whitaker | som ovan |         |           |         |           |           |

## Simning
| Idrottare      | Gren             | Heat    | Heat      | Semifinal | Semifinal | Final   | Final     |
| Idrottare      | Gren             | Tid     | Placering | Tid       | Placering | Tid     | Placering |
| -------------- | ---------------- | ------- | --------- | --------- | --------- | ------- | --------- |
| Hannah Miley   | 400 meter medley | 4.33,74 | 4 K       | i.u.      | i.u.      | 4.32,54 | 4         |
| Aimee Willmott | 400 meter medley | 4.34,08 | 5 K       | i.u.      | i.u.      | 4.35,04 | 7         |

| Idrottare      | Gren               | Heat    | Heat      | Semifinal | Semifinal | Final     | Final     |
| Idrottare      | Gren               | Tid     | Placering | Tid       | Placering | Tid       | Placering |
| -------------- | ------------------ | ------- | --------- | --------- | --------- | --------- | --------- |
| Max Litchfield | 400 meter medley   | 4.11,95 | 5 K       | i.u.      | i.u.      | 4.11,62   | 4         |
| James Guy      | 400 meter frisim   | 3.45,31 | 6 K       | i.u.      | i.u.      | 3.44,68   | 6         |
| Stephen Milne  | 400 meter frisim   | 3.46,00 | 13        | i.u.      | i.u.      | Ej vidare | Ej vidare |
| Adam Peaty     | 100 meter bröstsim | 57,55   | 1 K       | 57,62     | 1 K       | 57,13     | 1         |
| Ross Murdoch   | 100 meter bröstsim | 59,47   | 9 K       | 1.00,05   | 11        | Ej vidare | Ej vidare |

K = Vidarekvalificerad; NR = nationsrekord; OR = olympiskt rekord; VR = världsrekord

## Triathlon

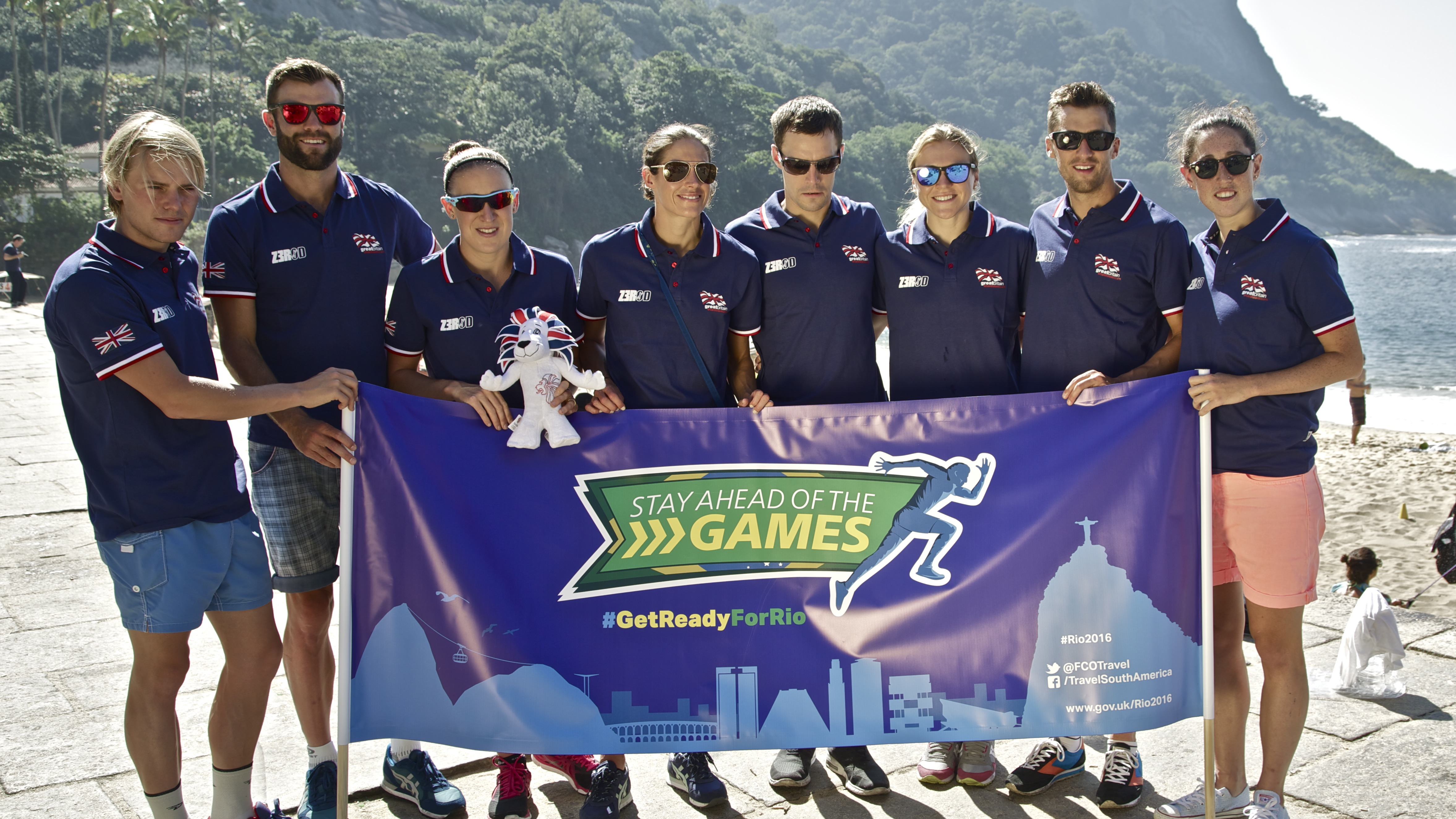
Det brittiska triathlonlaget.

Storbritannien kvalade in sex triathleter till sommarspelen 2016.
Damer
| Triathlet     | Simning | T1   | Cykling | T2   | Löpning | Total tid | Placering |
| ------------- | ------- | ---- | ------- | ---- | ------- | --------- | --------- |
| Vicky Holland | 19.09   | 0.54 | 1:01.26 | 0.38 | 34.54   | 1:57.01   | 3         |
| Non Stanford  | 19.10   | 0.53 | 1:01.25 | 0.41 | 34.55   | 1:57.04   | 4         |
| Helen Jenkins | 19.11   | 0.56 | 1:04.37 | 0.38 | 35.45   | 2:01.07   | 19        |

Herrar
| Triathlet         | Simning | T1   | Cykling     | T2          | Löpning     | Total tid   | Placering   |
| ----------------- | ------- | ---- | ----------- | ----------- | ----------- | ----------- | ----------- |
| Alistair Brownlee | 17.24   | 0.50 | 55.04       | 0.34        | 31.09       | 1:45.01     | 1           |
| Jonathan Brownlee | 17.24   | 0.50 | 55.04       | 0.33        | 31.16       | 1:45.07     | 2           |
| Gordon Benson     | 18.09   | 0.53 | Bröt loppet | Bröt loppet | Bröt loppet | Bröt loppet | Bröt loppet |